# Exciter Tour
Az Exciter Tour a Depeche Mode brit szintipop együttes 2001-es turnéja volt az Exciter című nagylemezük népszerűsítésére.

## Részletek
Az Exciter Tour 2001. június 15.-én indult Québec-ben, Kanadában, majd 5 hónappal később zárult Mannheimben. A 2 szakaszból álló turné során 83 koncertet adtak le, illetve 1,5 millió rajongó előtt játszottak élőben. A turné során mindössze egyetlen koncertet kellett lemondani, Kijevben.
1993 után először tért vissza Magyarországra az együttes a  2001-es terrortámadások másnapján, szeptember 12.-én. A Lipcsétől (szept. 9) kimaradó I Feel Loved kihagyása mellett a váltószámok közül a Surrender szerepelt. A Condemnation ekkoriban került rotációba, de Budapesten még a Clean hangjait hallhattuk a ráadásban.

## A Depeche Mode tagjai 2001-ben
- Dave Gahan - ének
- Martin Gore - billentyű, gitár, háttérvokál, ének (*-gal jelölve)
- Andy Fletcher

továbbá vendégzenészként:
- Christian Eigner - dob
- Peter Gordeno - billentyű
- Jordan Bailey - háttérvokál
- Georgia Lewis - háttérvokál

## A turné dallistája
1. Easy Tiger / Dream On (guitar intro)
2. The Dead of Night
3. The Sweetest Condition
4. Halo
5. Walking in My Shoes
6. Dream On
7. When the Body Speaks
8. Waiting for the Night
9. (*)
  - Sister of Night
  - Surrender
  - The Bottom Line
  - It Doesn't Matter Two
  - Judas
  - Dressed in Black
  - Somebody
10. Breathe (*)
11. Freelove
12. Enjoy the Silence
13. I Feel You
14. In Your Room
15. It's No Good
16. I Feel Loved
17. Personal Jesus
Ráadás
18. Home (*)
19. .
  - Clean
  - Condemnation
20. Black Celebration
21. Never Let Me Down Again

Kiegészítés:
- A (*) a Martin Gore által énekelt számokat jelöli
- Az váltószámok gyakorisági sorrendben szerepelnek
- Az I Feel Loved csak a hamburgi koncertig szerepelt (szept. 8.), utána kimaradt, mivel túlságosan megterhelő volt Dave hangjának
- A Condemnation egyszer szerepelt Martin Gore akusztikus blokkjában, a 8. helyen, aug. 19.-én Anaheim-ben
- A mannheimi turnézárón (nov. 5) Martin 2 számot is énekelt a ráadásban, a Home után a World Full of Nothing is felcsendült (1994 után először, és utoljára)
- Andy születésnapján (július 8) a Home után Dave és a tampai közönség elénekelte Fletchnek a "Happy Birthday"-t
- Hasonló történt Martin születésnapján is (júl. 23.) ahol Dave és a Salt Lake City-i rajongók lepték meg Martint
- Lipcsében (szept. 9) a borzalmas időjárás miatt kimaradt az I Feel Loved (végleg) illetve, a Clean és a Black Celebration

## Koncertfelvételek
A hivatalos koncertfilmet október 9 és 10.-én vették fel Párizsban. A két estéből összegyúrt "One Night in Paris" 2002-ben jelent meg DVD-n és VHS-en. A hanganyag nagyrészét a második koncert adja, de szerepelnek számok az első estéről (pl. It Doesn't Matter Two, Black Celebration) illetve vegyesen is (pl. Never Let Me Down Again). Bónuszként szerepel a második estéről az It Doesn't Matter Two váltója, a Sister of Night. Később előkerült a Condemnation váltója a 9.-én játszott Clean is, de máig is csak hanganyag formájában.
A másnapi (október 11.-i) frankfurti koncert hanganyaga innen tölthető le ingyenesen, jogdíjmentesen. Ez a felvétel valószínűleg "backup" hanganyagként szolgált volna a koncertfilmhez arra az esetre, ha a párizsi felvételek nem lennének megfelelőek.
A Freelove kislemez élő felvételeit június 30.-án vették fel Philadelphiában.
A hivatalos kiadáson a The Dead of Night, a Freelove, és a Breathe szerepel, de ezeken kívül előkerült még a Sweetest Condition, a When The Body Speaks, a Dream On és az I Feel Loved is.

## A turné állomásai
| Dátum                      | Város                      | Ország                     | Helyszín                                     |
| 1. szakasz - Észak-Amerika | 1. szakasz - Észak-Amerika | 1. szakasz - Észak-Amerika | 1. szakasz - Észak-Amerika                   |
| -------------------------- | -------------------------- | -------------------------- | -------------------------------------------- |
| június 11                  | Quebec City                | Kanada                     | Colisee Pepsi Arena                          |
| június 13                  | Ottawa                     | Kanada                     | Corel Centre                                 |
| június 15                  | Montreal                   | Kanada                     | Molson Centre                                |
| június 16                  | Toronto                    | Kanada                     | Molson Amphitheatre                          |
| június 19                  | St. Paul                   | USA                        | Xcel Energy Center                           |
| június 20                  | Milwaukee                  | USA                        | Marcus Amphitheater                          |
| június 22                  | Chicago                    | USA                        | Tweeter Center                               |
| június 23                  | Detroit                    | USA                        | DTE Energy Music Theatre                     |
| június 24                  | Cleveland                  | USA                        | Blossom Music Center                         |
| június 27                  | New York City              | USA                        | Madison Square Garden                        |
| június 28                  | New York City              | USA                        | Madison Square Garden                        |
| június 30                  | Philadelphia               | USA                        | First Union Center                           |
| július 1                   | Boston                     | USA                        | Tweeter Center for the Performing Arts       |
| július 3                   | Wantagh                    | USA                        | Jones Beach Theater                          |
| július 5                   | Columbia                   | USA                        | Merriweather Post Pavilion                   |
| július 7                   | Fort Lauderdale            | USA                        | National Car Rental Center                   |
| július 8                   | Tampa                      | USA                        | Ice Palace                                   |
| július 9                   | Atlanta                    | USA                        | HiFi Buys Amphitheatre                       |
| július 13                  | New Orleans                | USA                        | Lakefront Arena                              |
| július 14                  | Houston                    | USA                        | Cynthia Woods Mitchell Pavilion              |
| július 15                  | San Antonio                | USA                        | Verizon Wireless Amphitheater                |
| július 17                  | Dallas                     | USA                        | Smirnoff Music Center                        |
| július 19                  | Las Cruces                 | USA                        | Pan American Center                          |
| július 20                  | Albuquerque                | USA                        | ABQ Journal Pavilion                         |
| július 21                  | Denver                     | USA                        | Fiddler’s Green Amphitheatre                 |
| július 23                  | Salt Lake City             | USA                        | E Center                                     |
| július 27                  | Portland                   | USA                        | Rose Garden                                  |
| július 28                  | Vancouver                  | Kanada                     | Pacific Coliseum                             |
| július 29                  | Seattle                    | USA                        | The Gorge Amphitheatre                       |
| augusztus 1                | Sacramento                 | USA                        | ARCO Arena                                   |
| augusztus 3                | Concord                    | USA                        | Chronicle Pavilion                           |
| augusztus 4                | San Francisco              | USA                        | Shoreline Amphitheatre                       |
| augusztus 5                | Santa Barbara              | USA                        | County Bowl                                  |
| augusztus 8                | Las Vegas                  | USA                        | The Joint                                    |
| augusztus 10               | Phoenix                    | USA                        | America West Arena                           |
| augusztus 11               | San Diego                  | USA                        | Coors Amphitheatre                           |
| augusztus 14               | Los Angeles                | USA                        | Staples Center                               |
| augusztus 15               | Los Angeles                | USA                        | Staples Center                               |
| augusztus 18               | Anaheim                    | USA                        | Arrowhead Pond                               |
| augusztus 19               | Anaheim                    | USA                        | Arrowhead Pond                               |
| 2. szakasz - Európa        |                            |                            |                                              |
| augusztus 28               | Talinn                     | Lettország                 | Lauluväljak                                  |
| augusztus 29               | Riga                       | Litvánia                   | Skonto stadions                              |
| augusztus 31               | Vilnius                    | Észtország                 | Vingio parkas                                |
| szeptember 2               | Varsó                      | Lengyelország              | Tor Służewiec                                |
| szeptember 4               | Prága                      | Csehország                 | Paegas Arena                                 |
| szeptember 5               | Berlin                     | Németország                | Waldbühne                                    |
| szeptember 6               | Berlin                     | Németország                | Waldbühne                                    |
| szeptember 8               | Hamburg                    | Németország                | Trabrennbahn Bahrenfeld                      |
| szeptember 9               | Lipcse                     | Németország                | Festwiese                                    |
| szeptember 11              | Bécs                       | Ausztria                   | Stadthalle                                   |
| szeptember 12              | Budapest                   | Magyarország               | Kisstadion                                   |
| szeptember 14              | Kijev                      | Ukrajna                    | Kyjiwskij Palaz Sportu                       |
| szeptember 16              | Moszkva                    | Oroszország                | Sportivnyy kompleks Olimpiyskiy              |
| szeptember 18              | Szentpétervár              | Oroszország                | Sportivno-Kontsertnyy Kompleks Peterburgskiy |
| szeptember 19              | Helsinki                   | Finnország                 | Hartwall Areena                              |
| szeptember 21              | Stockholm                  | Svédország                 | Globen                                       |
| szeptember 22              | Oslo                       | Norvégia                   | Spektrum                                     |
| szeptember 23              | Koppenhága                 | Dánia                      | Parken                                       |
| szeptember 25              | Amnéville                  | Franciaország              | Le Galaxie                                   |
| szeptember 26              | Köln                       | Németország                | Kölnarena                                    |
| szeptember 27              | Köln                       | Németország                | Kölnarena                                    |
| szeptember 29              | München                    | Németország                | Olympiahalle                                 |
| szeptember 30              | München                    | Németország                | Olympiahalle                                 |
| október 2                  | Nürnberg                   | Németország                | Arena Nürnberg                               |
| október 3                  | Stuttgart                  | Németország                | Schleyerhalle                                |
| október 4                  | Zürich                     | Svájc                      | Hallenstadion                                |
| október 6                  | Oberhausen                 | Németország                | Arena Oberhausen                             |
| október 7                  | Antwerpen                  | Belgium                    | Sportpaleis                                  |
| október 9                  | Párizs                     | Franciaország              | Palais Omnisport de Bercy                    |
| október 10                 | Párizs                     | Franciaország              | Palais Omnisport de Bercy                    |
| október 11                 | Frankfurt                  | Németország                | Festhalle                                    |
| október 13                 | Barcelona                  | Spanyolország              | Palau Sant Jordi                             |
| október 14                 | Madrid                     | Spanyolország              | Palacio Vistalegre                           |
| október 17                 | London                     | Anglia                     | Wembley Arena                                |
| október 18                 | London                     | Anglia                     | Wembley Arena                                |
| október 20                 | Manchester                 | Anglia                     | Manchester Evening News Arena                |
| október 21                 | Birmingham                 | Anglia                     | National Exhibition Centre                   |
| október 23                 | Lyon                       | Franciaország              | Halle Tony Garnier                           |
| október 24                 | Milánó                     | Olaszország                | FilaForum                                    |
| október 25                 | Bologna                    | Olaszország                | PalaMalaguti                                 |
| október 28                 | Athén                      | Görögország                | Olympiako Klisto Gymnastirio                 |
| október 30                 | Isztanbul                  | Törökország                | Abdi İpekçi Arena                            |
| november 3                 | Zágráb                     | Horvátország               | Dom Sportova                                 |
| november 5                 | Mannheim                   | Németország                | Maimarkthalle                                |